# Air Tractor AT-300
Les désignations Air Tractor AT-300 et Air Tractor AT-400 couvrent une famille d'avions de travail agricole américains développés par Leland Snow et par construits par Air Tractor Inc.
Ce sont des monoplans monoplaces à aile basse et train classique fixe dont la trémie est située entre le moteur et le poste de pilotage. 

## Les versions
- Air Tractor AT-300 : Prototype dérivé du Snow S-2, qui a volé en septembre 1973 avec un Pratt & Whitney R-985 de 450 ch. La certification fut obtenue dès novembre et la production en série de l'AT-301 fut lancée en 1976 ;
- Air Tractor AT-301 : Modèle de grande série, dont le premier exemplaire a volé en décembre 1974. Moteur Pratt & Whitney R-1340, 600 ch, trémie de 1 200 litres :
  - Air Tractor AT-301A : Sorti en 1978, modifications de détail ;
  - Air Tractor AT-301B : Sorti en 1987, la trémie passant à 1 320 litres.
- Air Tractor AT-302 : Apparu en 1977, le -302 est un AT-301 équipé d'un turbopropulseur Lycoming LTP101-600A de 650 ch :
  - Air Tractor AT-302A : Trémie portée à 1 460 litres.
- Air Tractor AT-400 : Version de l'AT-301, dont le prototype a volé en septembre 1979 avec un turbopropulseur Pratt & Whitney PT6A-15G de 550 ch, la trémie passant à 1 510 litres. Cet appareil a été certifié en avril 1980 :
  - Air Tractor AT-400A : Moteur PT6A-20.
- Air Tractor AT-401 : Apparu en 1986, cet appareil est un compromis entre l'AT-301, dont le moteur en étoile Pratt & Whitney R-1340 est conservé, et l'AT-400 dont on utilise la trémie de 1 510 litres :
  - Air Tractor AT-401A : Version de 1991, avec moteur PZL-3S (en) de 500 ch. Ce moteur est en fait la version produite sous licence en Pologne du moteur 7 cylindres en étoile russe Ivtchenko AI-26 (en) ;
  - Air Tractor AT-401B : Modèle actuellement commercialisé, limité à 3 565 kg au décollage avec un moteur Pratt & Whitney R-1340 et une voilure allongée.
- Air Tractor AT-402A : En août 1988 a volé une nouvelle version à moteur Pratt & Whitney PT6A-11AG de 550 ch :
  - Air Tractor AT-402B : Commercialisé en parallèle avec le précédent, moteur Pratt & Whitney PT6A-15AG de 680 ch.